# Peer Gynt
 Ovo je glavno značenje pojma Peer Gynt. Za druga značenja pogledajte Peer Gynt (razdvojba).
Peer Gynt je drama u pet činova norveškog pisca Henrika Ibsena, napisana 1867. i izdana iste godine. Ibsen je većinu drame napisao na talijanskom otoku Ischia.
Djelo se računa kao vodeće u norveškoj literaturi. Ibsen ga je napisao nakon djela Požar, a glavna osoba Požara je sušta suprotnost liku Peera Gynta. Dok glavni lik Požara odbija sve kompromise, životna krilatica Peer Gynta je "snađi se na bilo koji način".
Ime junaka i većinu crtica Ibsen je posudio iz Peter Christenovog Asbjørnsenovog djela Norske Huldreeventyr og Folkesagn (Norveške bajke i narodne priče). Djelo se temelji na legendama, narodnom vjerovanju i motivima saga i predstavlja satiričan obračun s nacionalnom romantikom, pun poveznica prema osobama i djelima, ali istovremeno dubinski studira likove u djelu. Radnja se djelomično odigrava u Norveškoj, djelomično u Sjevernoj Africi, a djelomično na moru. 
Jezik je svjež, s puno riječi i izraza, a stihovi su laki.
Djelo ubrzo postiže veliki uspjeh. Ibsen je napisao djelo kao dramu ali prve kazališne izvedbe se izvode u ``Christiania Theateru`` već 1876. godine. Edvard Grieg je uglazbio istoimeno djelo.

## Vanjske poveznice
- | Logotip Zajedničkog poslužitelja | Zajednički poslužitelj ima još gradiva o temi Peer Gynt |